# Спринг Сити (Пенсилванија)
Спринг Сити (енгл. Spring City) град је у америчкој савезној држави Пенсилванија.

## Демографија
По попису из 2010. године број становника је 3.323, што је 18 (0,5%) становника више него 2000. године.
| Група             | 2000.         | 2010.         |
| Белци             | 3.128 (94,6%) | 2.976 (89,6%) |
| Афроамериканци    | 64 (1,9%)     | 121 (3,6%)    |
| Азијати           | 34 (1,0%)     | 46 (1,4%)     |
| Хиспаноамериканци | 39 (1,2%)     | 112 (3,4%)    |
| Укупно            | 3.305         | 3.323         |